# Угарова, Наталья Николаевна
Наталья Николаевна Угарова (род. 1936) — советский и российский учёный-химик, биохимик и биотехнолог, педагог, доктор химических наук (1982), профессор (1985). Заслуженный деятель науки Российской Федерации (1999).

## Биография
Родилась 22 ноября 1936 года в Москве.
С 1954 по 1959 год обучалась на Химическом факультете МГУ. С 1959 года на научно-педагогической работе в Московском государственном университете. С 1980 по 2002 год первый заведующий лабораторией физико-химических основ биоконверсии энергии. С 2002 года является
главным научным сотрудником кафедры химической энзимологии.
В 1965 году Наталья Угарова защитила диссертацию на соискание учёной степени кандидат химических наук по теме: «Исследование кинетики и механизма некоторых радикальных реакций в водных растворах», в 1982 году — доктор химических наук по теме: «Кинетические закономерности катализа пероксидазой и люциферазой и проблемы использования этих ферментов для определения микроколичеств веществ». В 1985 году приказом ВАК СССР ей было присвоено учёное звание профессор.
Основная научная деятельность Н. Н. Угаровой была связана с вопросами в области биотехнологии, химической и прикладной энзимологии, аналитической биотехнологии и физико-химической биологии. Основные классические научные работы «Химическая энзимология» (1983) и «Инженерная энзимология» (1987). Является автором более 430 статей опубликованных в научных журналах и девяти патентов на изобретения, ею было выполнено двенадцать научно-исследовательских работ в области клеточных конструкций, молекулярного дизайна и бионаноматериалов, структурно-функционального анализа и регуляции ферментных систем. Она является членом редакционной коллегии научного журнала «Аналитическая экспертиза и квалиметрия». С 1989 года член, и с 1999 года заместитель председателя диссертационного совета Химического факультета МГУ в области биохимии. Под её руководством было выполнено около двадцати трёх кандидатских диссертаций
22 ноября 1999 года Указом Президента России «За заслуги в научной деятельности» Н. Н. Угарова была удостоена почётного звания Заслуженный деятель науки Российской Федерации.

## Награды
- Заслуженный деятель науки Российской Федерации (1999)[4]
- Медаль «За освоение целинных земель» (1957)[2]
- Медаль «Ветеран труда» (1985)[2]